# François de Biaudos de Castéja
Marie Jean François de Biaudos de Castéja est un officier et homme politique français né le 23 septembre 1781 à Framerville (Somme) et décédé le 28 août 1862 à Paris 8e.  

## Biographie
François de Biaudos de Casteja est le fils de Stanislas Catherine de Biaudos, comte de Casteja, maréchal des camps et armées du roi, gouverneur d'Arras, chevalier de Saint Louis, et de Marie Françoise Elisabeth Desfriches Doria. Il est le frère d'André de Biaudos de Casteja, qui sera  préfet, puis député.   
Officier des gardes nationales, François de Biaudos de Casteja assiste en 1813 au siège de Soissons.   
Incorporé dans la Maison du roi en 1814, il est capitaine au premier régiment de cuirassiers en 1816, puis chef d'escadron en 1820. Il participe à la campagne d'Espagne en 1823 aux côtés du duc d'Angoulême, puis devient, en 1826, chef d'escadrons aux Lanciers de la Garde royale.   
Le 24 novembre 1827, il est élu député de la Somme, où se trouve son château de Framerville. 
Il siège avec les royalistes et soutient les gouvernements successifs de la Restauration. Réélu le 3 juillet 1830, Il démissionne le 9 août suivant, après l'avènement de la Monarchie de Juillet. 
Il rentre alors dans la vie privée et obtient en 1838 sa retraite d'officier, comme lieutenant colonel de cavalerie.
Il est chevalier de la Légion d'honneur. 
Il épouse en 1819 Caroline de Bombelles (1797-1861), fille de Mgr Marc Marie de Bombelles, alors évêque d'Amiens, et de son épouse décédée, Angélique de Mackau.
Tous deux restent sans postérité.

## Sources
- Adolphe Robert & Gaston Cougny, Dictionnaire des Parlementaires français, tome 1, Paris, Bourloton, 1889, p. 603.
- M. Prévost & Roman d'Amat, Dictionnaire de Biographie française, tome 6, Paris, 1954, col. 393-394.